# Cessange
Cessange (lb. Zéisseng, niem. Zessingen) – dzielnica miasta Luksemburg, w Luksemburgu, w kantonie Luksemburg. Do 3 października 2015 dzielnica leżała w dystrykcie Luksemburg. Leży w południowo-zachodniej części miasta. Jest jedną z 24 dzielnic – jednostek pomocniczych miasta Luksemburg. 31 grudnia 2022 r. populacja dzielnicy wynosiła 4927 mieszkańców. Pod względem powierzchni jest największą dzielnicą miasta. 